# Luis Morquio
Luis Morquio (Montevideo, 24 settembre 1867 – 19 giugno 1935) è stato un medico e professore universitario uruguaiano.
È lo scopritore di una malattia umana congenita di carattere autosomico recessivo, la mucopolisaccaridosi IV A, definita in suo onore sindrome di Morquio. Questa è dovuta alla carenza, geneticamente programmata, dell'enzima N-acetil-galattosamina-6-solfato solfatasi (GALNS) responsabile della degradazione del cheratan-solfato (KS) e della condrotina-6-solfato (C6S).